# Bull (2021)
Bull ist ein Thriller von Paul Andrew Williams, der im August 2021 beim Fantasia International Film Festival seine Premiere feierte und Anfang November 2021 in die Kinos im Vereinigten Königreich kam. In dem Film bestraft die von Neil Maskell gespielte Titelfigur seine ehemaligen Freunde und seine Familie, die ihm Unrecht getan haben.

## Handlung
Nach zehn Jahren Abwesenheit kehrt Bull zurück, um sich an denen zu rächen, die ihn einst betrogen und totgeglaubt zurückgelassen haben. Ganz oben auf seiner Liste steht Norm, ein Gangsterboss für den Bull früher als Vollstrecker arbeitete. Norm ist zugleich sein Schwiegervater, und dessen drogenabhängige Tochter Gemma, Bulls Frau, mit der er einen Sohn hat, steht als Zweite auf seiner Liste.

## Produktion
Regie führte Paul Andrew Williams, der auch das Drehbuch schrieb.
Neil Maskell spielt in der Titelrolle Bull. Die Truppe, für die er als Vollstrecker tätig war, wird von seinem Schwiegervater Norm angeführt, gespielt von David Heyman. Lois Brabin-Platt spielt Norms Tochter Gemma, Henri Charles ihren Sohn Aiden.
Gedreht wurde in dem Städtchen Dartford, im Nordwesten der Grafschaft Kent, unter anderem im dortigen Working Men’s Club, in Tunbridge Wells und in einem Privathaus in der Hafenstadt Gravesend, das Marges Zuhause als Kulisse diente. Als Kameraleute fungierten Ben Chads und Vanessa Whyte.

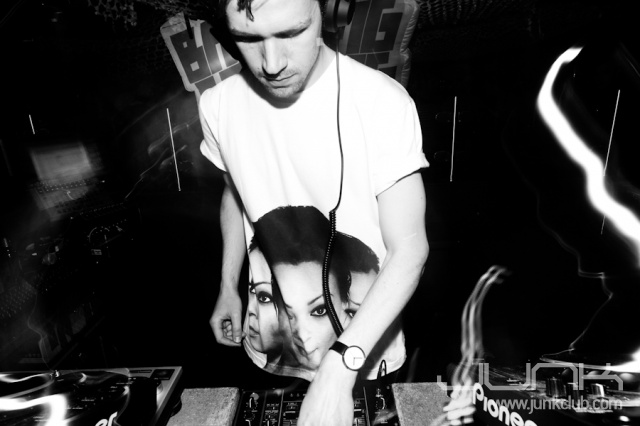
Die Filmmusik komponierte der Brite Benjamin Stefanski alias Raffertie

Die Filmmusik komponierte der Brite Raffertie. Das Soundtrack-Album mit insgesamt 15 Musikstücken wurde Ende September 2022 als Download veröffentlicht.
Seine Weltpremiere feierte Bull am 6. August 2021 beim Fantasia International Film Festival. Im Oktober 2021 wurde er beim London Film Festival vorgestellt und kam am 5. November 2021 in die Kinos im Vereinigten Königreich. Am 1. April 2022 soll er in ausgewählte US-Kinos kommen und dort am 5. April 2022 auch als Video-on-Demand veröffentlicht werden.

## Rezeption

### Altersfreigabe
In den USA erhielt der Film von der MPAA ein R-Rating, was einer Freigabe ab 17 Jahren entspricht.

### Kritiken
Von den bei Rotten Tomatoes aufgeführten Kritiken sind 93 Prozent positiv bei einer durchschnittlichen Bewertung mit 7,3 von 10 möglichen Punkten.